# Прапор Вінницької області
Пра́пор Ві́нницької о́бласті є символом, що відображає історію й традиції області. Разом із гербом становить офіційну символіку органів місцевого самоврядування та виконавчої влади Вінницької області. Затверджений рішенням 10-ї сесії обласної ради 22 скликання 18 липня 1997 р.

## Опис

Варіант прапора області

Прапор області являє собою прямокутне полотнище синього кольору із співвідношенням сторін 2:3 (розмір полотнища згідно з еталоном).
У центрі прапора відтворено емблеми Поділля — золоте сонце та Брацлавщини (Східного Поділля) — срібний хрест із синім щитком, на якому срібний півмісяць.
У верхній та нижній частинах на відстані 1/10 від краю полотнища та шириною 1/10 горизонтально розміщено дві смуги червоного кольору.
Держак прапора (довжина — 2,5 м, діаметр — 5 см) — пофарбоване у жовтий колір. Верхівка держака прапора увінчана металевою маківницею, кулястим наконечником жовтого кольору, що кріпиться (навінчується) на базу того ж кольору.
Деякі джерела стверджують, що на зворотному боці прапора сонце і хрест відсутні, однак в рішення обласної ради про це не згадано.

### Символіка

Герб Поділля

Герб Брацлавщини

Прапор області створений з урахуванням (на основі) історичної традиції, властивої регіональному прапорництву, визначальними рисами якої є:
- відтворення на прапорі земельних емблем;
- зв'язок кольорової гами прапора з гербовими барвами;

Червона смуга символізує прапор Брацлавського воєводства І Речі Посполитої Обох Народів. Синя смуга відтворює колір прапора Подільської землі, відомий з початку XV століття. Сонце символізує герб Подільського воєводства, наданий під час коронації польського короля Владислава ІІІ у 1434 році.  
Поєднання двох рівновеликих смуг червоного та синього кольору свідчить про історичну єдність земель Поділля та Брацлавщини (Східного Поділля), а їх повторення гармонує з геральдичним рішенням побудови герба області. Окрім того, дві геральдичні смуги синього кольору, що розташовані з країв полотнища, символізують найбільш повноводні річки регіону: Дністер та Південний Буг, басейни яких охоплюють більшу територію області, та які певною мірою слугують їх географічними межами (кордонами).
Символіка кольорів:
- Золото — ознака багатства, добробуту, сили, верховенства.
- Срібло — чистоту, непорочність.
- Синій колір — символізує вірність, чесність, шляхетність, лицарські чесноти, бездоганність.
- Червоний колір — великодушність, мужність, відвагу, сміливість.